# 五三経
『五三経』（ごさんきょう、巴: Pañcattaya-sutta, パンチャッタヤ・スッタ）とは、パーリ仏典経蔵中部に収録されている第102経。
釈迦が、比丘たちに、死後などに関する諸見解を列挙しつつ、仏法を説いていく。
経名は、死後に関する見解が、「有我論」「断滅論」「涅槃論」の計三種、更に「有我論」を「有想論」「無想論」「非想論」に分割した場合、計五種の見解に分かれることに因む。

## 構成

### 登場人物
- 釈迦

### 場面設定
ある時、釈迦はサーヴァッティー（舎衛城）のアナータピンディカ園（祇園精舎）に滞在していた。
釈迦は比丘たちに、死後にまつわる諸見解として、
1. 死後も我が有る「有我論」
  1. 有想の我が有る「有想論」
    1. 「無色界」の想を有する有想論
    2. 「色界」の想を有する有想論
    3. 「両界（色界・無色界）」の想を有する有想論
    4. 「一つ」の想を有する有想論
    5. 「多く」の想を有する有想論
    6. 「有限」の想を有する有想論
    7. 「無限」の想を有する有想論

  2. 無想の我が有る「無想論」
    1. 「無色界」の想を滅する無想論
    2. 「色界」の想を滅する無想論
    3. 「両界（色界・無色界）」の想を滅する無想論
    4. 「それ以外」の想を滅する無想論

  3. 非想（有想でも無想でもない）の我が有る「非想論」
    1. 「無色界」の想を越える非想論
    2. 「色界」の想を越える非想論
    3. 「両界（色界・無色界）」の想を越える非想論
    4. 「それ以外」の想を越える非想論
2. 死後に我が滅する「断滅論」
3. 現世で我を滅する「涅槃論」

などを列挙する。
更に、世界・過去に関する諸見解として、
1. 時間について説く「時間論」
  1. 「常住」である時間論
  2. 「無常」である時間論
  3. 「常住かつ無常」である時間論
  4. 「非常住かつ非無常」である時間論
2. 空間について説く「空間論」
  1. 「有限」である空間論
  2. 「無限」である空間論
  3. 「有限かつ無限」である空間論
  4. 「非有限かつ非無限」である空間論
3. 有想について説く「有想論」
  1. 「一つ」の想を有する有想論
  2. 「多く」の想を有する有想論
  3. 「有限」の想を有する有想論
  4. 「無限」の想を有する有想論
4. 苦楽について説く「苦楽論」
  1. 「楽のみ」である苦楽論
  2. 「苦のみ」である苦楽論
  3. 「苦楽」である苦楽論
  4. 「非苦非楽」である苦楽論

などを列挙する。
そして、仏道の禅定は、これらの見解を越えるものであることを説く。
比丘たちは歓喜する。

## 日本語訳
- 『南伝大蔵経・経蔵・中部経典3』（第11巻上） 大蔵出版
- 『パーリ仏典 中部（マッジマニカーヤ）後分五十経篇I』 片山一良訳 大蔵出版
- 『原始仏典 中部経典3』（第6巻） 中村元監修 春秋社